# Giano dell'Umbria
Giano dell'Umbria è un comune italiano di 3 651 abitanti della provincia di Perugia in Umbria.

## Geografia fisica
- Classificazione climatica: zona E, 2344 GR/G

Giano dell'Umbria fa parte di:
- Città dell'Olio, su cittadellolio.it.
- Città del Vino - Città del bio

## Storia

### Simboli
Lo stemma e il gonfalone del Comune di Giano dell'Umbria sono stati concessi con decreto del presidente della Repubblica dell'8 giugno 2007.
Il gonfalone è un drappo di bianco con la bordatura di azzurro.

## Monumenti e luoghi d'interesse
La più antica testimonianza storica del territorio di Giano risulta la scoperta di una villa di epoca romana in località Toccioli, lungo l'antico tracciato della via Flaminia che da Roma conduceva a Rimini. La villa, di cui rimangono numerosi ambienti anche affrescati, è in corso di scavo con il contributo di studenti italiani e spagnoli. 
Di età medievale è invece l'abbazia di S. Felice, costruita nel XII secolo secondo i canoni tipici del romanico spoletino e ampliata nel XVI secolo fino all'aspetto attuale. 
Di poco posteriori (XIV secolo) sono invece la chiesa di San Michele Arcangelo e la chiesa di San Francesco ubicate all'interno del nucleo urbano di Giano, quest'ultima impreziosita da pregevoli affreschi del Trecento e da preziosi altari lignei. Ad uno di questi è una tela con la Madonna del Rosario e Santi di Francesco Providoni.
- Castello di Morcicchia

## Società

### Evoluzione demografica
Abitanti censiti

### Etnie e minoranze straniere
Secondo i dati ISTAT al 31 dicembre 2010 la popolazione straniera residente era di 710 persone. Le nazionalità maggiormente rappresentate in base alla loro percentuale sul totale della popolazione residente erano:
- Romania 259 (6,77%)
- Macedonia del Nord 193 (5,04%)
- Albania 101 (2,64%)
- Marocco 93 (2,43%)

### Religione
La maggior parte della popolazione è di religione cattolica.
Fa parte dell'Arcidiocesi di Spoleto - Norcia.

## Cultura

### Biblioteche
- La Biblioteca Comunale "Leoncilli Massi", che afferisce al sistema bibliotecario umbro, presenta, oltre ad una selezione di libri di Narrativa e Saggistica, anche una sezione specifica di libri rivolti a bambini e ragazzi. Su questo frangente organizza anche eventi ad essi rivolti.

### Musei
- Museo archeologico di Montecchio ospita reperti provenienti sia dalla Villa di Rufione che dal territorio.
- Museo di Arte Maivista (MAM): Trova spazio nel progetto di micronazione chiamato Repubblica di Frigolandia e fondato a Giano dell'Umbria da Vincenzo Sparagna. Il museo conserva opere di autori ed artisti riconducibili al fumetto underground italiano e gravitanti attorno a riviste come Cannibale, Frigidaire, Il Male. Le riviste del museo sono anche state acquisite dalla Yale University[8].

## Amministrazione
| Periodo        | Periodo        | Primo cittadino    | Partito                     | Carica  | Note   |
| -------------- | -------------- | ------------------ | --------------------------- | ------- | ------ |
| 26 giugno 1985 | 28 maggio 1990 | Antonio Caporicci  | Partito Socialista Italiano | Sindaco | [ 9 ]  |
| 1º giugno 1990 | 23 aprile 1995 | Antonio Caporicci  | Partito Socialista Italiano | Sindaco | [ 9 ]  |
| 24 aprile 1995 | 13 giugno 1999 | Riccardo Petroni   | Centro-sinistra             | Sindaco | [ 9 ]  |
| 14 giugno 1999 | 13 giugno 2004 | Riccardo Petroni   | Centro-sinistra             | Sindaco | [ 9 ]  |
| 14 giugno 2004 | 7 giugno 2009  | Paolo Morbidoni    | Centro-sinistra             | Sindaco | [ 9 ]  |
| 8 giugno 2009  | 25 maggio 2014 | Paolo Morbidoni    | Lista civica                | Sindaco | [ 9 ]  |
| 26 maggio 2014 | 26 maggio 2019 | Marcello Bioli     | Insieme per Giano           | Sindaco | [ 9 ]  |
| 27 maggio 2019 | in carica      | Manuel Petruccioli | Uniti per Giano             | Sindaco | [ 10 ] |